# Edmund McMillen
Edmund McMillen (Santa Cruz, 2 de março de 1980) é um designer e artista americano conhecido por seus jogos em flash.

## Início da vida
McMillen viveu Santa Cruz, Califórnia. Ele estudou no Soquel High School. Ele gostava especialmente de desenho, e seus temas favoritos eram monstros. Edmund passou a maior parte de sua infância com sua avó, a quem ele considera ser a maior fonte de apoio nos seus esforços criativos. Mais tarde em sua vida, Edmund recebeu uma caixa de sua avó, que continha todos os seus desenhos de criança. Muitos desses desenhos podem ser vistos ao desbloquear "The Box" em um de seus jogos, The Basement Collection.

## Carreira
O trabalho inicial de McMillen foi produzindo quadrinhos independentes. Enquanto ele foi abandonando este campo em favor de jogos eletrônicos, ele lançou uma série de quadrinhos com Meat Boy, o personagem-título do Super Meat Boy, como uma promoção para o jogo. Seus trabalhos mais conhecidos são os jogos em flash Meat Boy, e seu remake, Super Meat Boy, que foi lançado para a plataforma Xbox 360 e PC. McMillen é também conhecido por Gish, Aether, The Binding of Isaac e Coil. Gish venceu a categoria de jogo de aventura do ano no Game Tunnel em 2004, bem como o Jogo Indie do Ano. Seu jogo Coil foi nomeado para o Prêmio de Inovação em 2009 no Independent Games Festival. McMillen foi o artista de personagens em  Braid, antes de ser substituído pelo trabalho de David Hellman. Braid ganhou o Prêmio de Inovação em 2006 no Festival de Jogos Independentes antes de seu lançamento, além de diversos prêmios em 2008, incluindo Melhor jogo de Plataforma do GameSpot, e Melhor Jogo para Download nos Consoles, e de Jogo Casual do Ano no 12º Annual Academy of Interactive Arts & Sciences Awards. O seu jogo Aether foi um dos finalistas no IndieCade de 2009 e recebeu uma menção honrosa.

## Jogos desenvolvidos
| Jogo                             | Plataforma                                                                      | Ano de lançamento | Notas                    |
| -------------------------------- | ------------------------------------------------------------------------------- | ----------------- | ------------------------ |
| The Backup Files                 | Adobe Flash                                                                     | 2001              |                          |
| The Lonely Hermit                | Adobe Flash                                                                     | 2001              |                          |
| Dead Baby Dressup!               | Adobe Flash                                                                     | 2001              |                          |
| 12 uses of dead babies           | Adobe Flash                                                                     | 2001              |                          |
| Dead Baby Dressup 2!             | Adobe Flash                                                                     | 2001              |                          |
| 6 more dead baby uses            | Adobe Flash                                                                     | 2001              |                          |
| Dead Baby Dressup 3              | Adobe Flash                                                                     | 2001              |                          |
| Stile man Dressup                | Adobe Flash                                                                     | 2001              |                          |
| WWF baby dressup                 | Adobe Flash                                                                     | 2001              |                          |
| 8 More Dead Baby Uses!           | Adobe Flash                                                                     | 2001              |                          |
| Dead Baby Dress up 4             | Adobe Flash                                                                     | 2001              |                          |
| The Boy who QuestionedGod        | Adobe Flash                                                                     | 2001              |                          |
| Dead Baby Dressup X              | Adobe Flash                                                                     | 2001              |                          |
| Dead Baby Super Hero Dres        | Adobe Flash                                                                     | 2002              |                          |
| Dead Baby Dressup best of        | Adobe Flash                                                                     | 2002              |                          |
| Carious Weltling                 | Adobe Flash                                                                     | 2003              |                          |
| SnackOlantern                    | Adobe Flash                                                                     | 2003              |                          |
| Clubby The Seal                  | Adobe Flash                                                                     | 2004              |                          |
| Gish                             | Windows, OS X, Linux                                                            | 2004              |                          |
| Carious Weltling 2               | Adobe Flash                                                                     | 2005              |                          |
| Weltling Dressup                 | Adobe Flash                                                                     | 2005              |                          |
| Viviparous Dumpling              | Adobe Flash                                                                     | 2005              |                          |
| Cerebral Discharge iii           | Adobe Flash                                                                     | 2005              |                          |
| Blast Miner                      | Windows                                                                         | 2006              |                          |
| Triachnid                        | Adobe Flash                                                                     | 2006              |                          |
| Holiday Snow Wars                | Adobe Flash                                                                     | 2006              |                          |
| Cereus Peashy                    | Adobe Flash                                                                     | 2007              |                          |
| Weltling 2: Regurgitated         | Adobe Flash                                                                     | 2007              |                          |
| Host                             | Adobe Flash                                                                     | 2007              |                          |
| Guppy                            | Adobe Flash                                                                     | 2007              |                          |
| Blood Car 2000!                  | Adobe Flash                                                                     | 2008              |                          |
| Coil                             | Adobe Flash                                                                     | 2008              |                          |
| Blood car! 2000! Delux!          | Adobe Flash                                                                     | 2008              |                          |
| DeadBaby VG Dressup              | Adobe Flash                                                                     | 2008              |                          |
| Twin Hobo Rocket                 | Adobe Flash                                                                     | 2008              |                          |
| The C word                       | Adobe Flash                                                                     | 2008              |                          |
| Aether                           | Adobe Flash                                                                     | 2008              |                          |
| Meat Boy                         | Adobe Flash                                                                     | 2008              |                          |
| Clubby: Killing Season           | Adobe Flash                                                                     | 2008              |                          |
| Grey-Matter                      | Adobe Flash                                                                     | 2008              |                          |
| Meat boy (map pack)              | Adobe Flash                                                                     | 2008              |                          |
| AVGM                             | Adobe Flash                                                                     | 2009              |                          |
| Spewer                           | Adobe Flash                                                                     | 2009              |                          |
| Time Fcuk                        | Adobe Flash                                                                     | 2009              |                          |
| Super Meat Boy                   | Windows, OS X, Linux, Xbox 360, PS4 (em 2015), PS Vita (em 2015)                | 2010              |                          |
| The Binding of Isaac             | Windows, OS X, Linux, Adobe Flash                                               | 2011              |                          |
| The Basement Collection          | Windows, OS X, Linux, Adobe Flash                                               | 2012              |                          |
| Facist                           | Adobe Flash                                                                     | 2014              |                          |
| The Binding of Isaac: Rebirth    | Windows, OS X, Linux, PlayStation 4, PlayStation Vita, New 3DS, Wii U, Xbox One | 2014              |                          |
| Fingered                         | Windows                                                                         | 2015              | Com James Id             |
| The Binding of Isaac: Afterbirth | Windows, OS X, Linux                                                            | 2015              | Steam,                   |
| Super Meat Boy: Forever          | Windows                                                                         | TBA               | Em desenvolvimento       |
| Mew-Genics                       | Steam, iOS, Android                                                             | TBA               | Em pausa indefinidamente |
| The Legend of Bum-bo             | Windows                                                                         | TBA               | Em desenvolvimento       |